# Preservación alveolar
Preservación alveolar se define como proceso o apófisis alveolar a la parte de los maxilares que contiene los alveolos de los dientes. También conocidas como las cavidades óseas cónicas que alojan las raíces de los dientes.
La forma de dichos procesos es dependiente de la presencia, morfología y posición de los dientes.

## Remodelacióndel proceso alveolar
La mandíbula y el maxilar están compuestos por:
1.      Hueso basal: se forma junto con los huesos en general y forma el cuerpo de la mandíbula y el maxilar
2.      Proceso alveolar: Se desarrolla al erupcionar los dientes y contiene los alveolos
3.     Lámina cribosa, pared alveolar interna, hueso alveolar propiamente dicho: delimita el alveolo, se extiende coronalmente formando la cresta de la tabla bucal y forma parte de la estructura periodontal que envuelve las terminaciones de las fibras de Sharpey.
Después de la extracción lo primero en reabsorberse es la pared alveolar interna, el proceso de remodelado resulta en una reducción en la morfología del proceso en sentido vertical siendo más afectada la pared vestibular. (1,2)
Estudios sugieren que la resorción ósea ocurre en 2 fases:
- Fase 1: ocurre una reabsorción rápida de la pared interna del alveolo y es reemplazado por tejido óseo dejando una gran reducción en la altura del hueso, pero aún más en la pared vestibular que generalmente es más delgada siendo de 0.8 mm en anteriores y 1.1 mm en premolares.

- Fase 2: la cara más externa del hueso alveolar es remodelado causando una contracción de tejido tanto horizontal como vertical. La razón de este remodelado aún no está bien comprendida pero la atrofia por desuso, el decremento del aporte sanguíneo e inflamación localizada pueden jugar un papel importante en la resorción ósea. (3)

La resorción del proceso alveolar es más rápida durante los primeros 6 meses después de la extracción y se continúa en un rango de 0.5 a 1 % por año por el resto de la vida. (4,5)

## Cicatrización del alveolo
Inmediatamente después de la extracción, el alveolo es llenado con un coágulo sanguíneo que será reemplazado por tejido de granulación después de 1 semana. En la cicatrización del alveolo el epitelio migra sobre el tejido de granulación para cubrir el alveolo, esto sucede porque este tejido inflamatorio es reconocido como tejido conectivo por las células epiteliales por lo que la migración celular ocurre sobre la superficie y no debajo de él como ocurre en la cicatrización de piel. Esto es importante en la regeneración ósea guiada aplicando injerto en el alveolo; empezando por las paredes residuales apical y laterales el tejido de granulación es rápidamente remodelado por una matriz provisional. El proceso de mineralización lleva a la formación de tejido óseo que eventualmente es remplazado por hueso lamelar maduro. (6)
Investigaciones recientes reportaron que los alveolos después de la extracción son llenados por hueso canceloso (medular) en las 2/3 partes apicales en 10 semanas y que están completamente llenos a las 15 semanas. El incremento de la radiopacidad se muestra a los 38 días y es muy similar a la del hueso a los 105 días.

## Razones para preservación de alveolo
La formación de hueso se da naturalmente siempre y cuando las paredes estén intactas, sin embargo, la contracción del proceso puede resultar en no ser suficiente para la colocación de implantes.
Para reducir la pérdida de hueso a niveles aceptables, se han sugerido diferentes técnicas quirúrgicas. Es esencial reducir el trauma en la extracción y limitar la elevación de colgajos (puede tener efecto en la alteración de dimensión en el corto plazo, pero no a largo término) para tener éxito en estos procedimientos; (7)
En regeneración ósea guiada existen 4 métodos para aumentar la formación de hueso:
1.      Osteoinducción: mediante factores de crecimiento 
2.      Osteocondu3.      Distracción osteogénica: en la que se induce una fractura y los fragmentos de hueso son lentamente separados 
4.      Regeneración tisular guiada: en donde se mantiene el espacio mediante membranas para que sea llenado con hueso

Se debe tener en mente que los objetivos de estos procedimientos son:
- Permitir la colocación y la estabilidad de un implante
- Reducir la pérdida de volumen de hueso alveolar
- Reducir la necesidad de procedimientos adicionales de regeneración
- Permitir la formación de tejidos para lograr la osteointegración del implante
- Mejorar la estética de la prótesis final
- Regenerar hueso más rápido que permita la colocación del implante y su restauración tempranamente (8)

### Preservación de alveolo con membrana
Las técnicas de ROG (Regeneración ósea guiada) utilizan membranas como barreras para frenar la entrada de células gingivales al defecto que se será regenerado. El concepto de “compartimentalización” fue introducido por Melcher 76; divide el tejido del periodonto en 4, lámina propia de la encía, ligamento periodontal, cemento y hueso alveolar.) para explicar la cicatrización periodontal, pero esto no es aplicable para la cicatrización de un alveolo. (9)
dada la migración de células epiteliales sobre el coágulo de sangre y no por debajo de él por lo que existen cuestionamientos acerca de que si las membranas tienen un efecto en el mantenimiento de la morfología del alveolo.
En 1997 Lekovic y Col. Usaron membranas de ePTFE (politetra-flúor-etileno). En el sitio experimental no se dieron cambios en las mediciones clínicas mientras que en los de control y donde hubo exposición de membrana si se notaron cambios significativos. (9)
Pinho y Cols. Mencionaron que es más importante mantener el espacio con membrana que el uso de injerto en la preservación de alveolo.
Habla que las membranas no reabsorbibles tienen mecanismos de acción diferentes a las reabsorbibles ya que estas reducen el potencial de exposición y no requiere una segunda intervención quirúrgica.
Luczyszyn encontró mejores resultados al combinar injerto óseo con membrana reabsorbibles. (10)
Algunos estudios recientemente han mostrado adecuada formación de hueso con la utilización de membranas de colágeno, y debido a que la formación de hueso se da a las 12 semanas post extracción hay que esperar ese tiempo para la colación de implantes. (11)

### Preservación de alveolo con injertos y sustitutos óseos
Se ha hallado evidencia histológica de formación de hueso sobre partículas de injerto osteoconductivo. A los 3 meses o más, los alveolos injertados generalmente muestran mayor tejido mineralizado cuando se considera tanto el hueso formado como partículas remanentes del injerto, pero la formación de hueso parece ser similar en sitios injertados y sin injerto. (12)
La cicatrización temprana (2 semanas) de alveolos injertados con partículas de xenoinjerto se ha observado tejido conectivo junto con las partículas del injerto, así como que éste es cubierto por células multinucleadas cuando los sitios sin injerto ya muestran formación de hueso. Esto reacciona como un cuerpo extraño que puede ser suscitado por cuando se coloca xenoinjerto, aunque clínicamente no sea “inmunogénico”, ni tóxico ni químicamente inerte; puede hacer que la cicatrización se retrase, algunos artículos reportan una reabsorción parcial de las partículas por lo que hay dudas si se logra la osteointegración de los implantes.
Hay estudios han evaluado la osteointegración de los implantes en alveolos injertados hallando un contacto hueso-implante similar en sitios de hueso inalterado. Otros estudios han encontrado una buena estabilidad primaria en sitios injertados siendo estos viables para lograr una osteointegración temprana siendo los resultados similares en zonas de hueso puro.
Cuando se injertan alveolos y se colocan implantes el contacto hueso-implante es igual en lugares de hueso inalterado. También hay estudios que dicen hay buena estabilidad primaria en sitios injertados.
La mineralización de los materiales puede interferir con las etapas iniciales de la cicatrización del alveolo y que puede tardar años en eliminarse.
Otras ventajas de la utilización de estos procedimientos reportadas por distintos autores son la disminución de demanda de cirugías de elevación de senos maxilares, así como menor porcentaje de resorción de la tabla vestibular. 

### Reconstrucción de la tabla vestibular
Simon usó DFDBA con membrana reabsorbible para aumentar el proceso y vio q las dimensiones aumentaron en comparación con el tamaño original. En otro estudio se observó que en sitios en donde se intentó aumentar se perdió completamente en sentido horizontal el hueso aumentado, sin embargo, en sitios en donde solo se injertó (sin intentar aumentar) la pérdida de hueso fue mayor que en los sitios en donde se intentó aumentar. (13)

### Injerto gingival libre sobre alveolos injertados
Se introdujo para minimizar la contracción del tejido blando, para lograr resultados óptimos estéticos y para obtener cierre primario y así prevenir infecciones y proteger el injerto. El primer intento fue descrito por Landsberg y Bichacho en 1994, Nevis y Mellonig sugirieron su uso para mejorar la topografía después de la extracción en combinación con la colocación inmediata del implante. (14)
En 1999 Tal, describió la supervivencia de injerto de tejido conectivo y concluyó que la nutrición puede ser originada de los elementos plasmáticos del coágulo de sangre del alveolo más que de los vasos originados de la periferia del injerto. (15)

### Conclusión
Como conclusión podemos decir que siempre va a haber reabsorción post extracción, por lo que se han buscado técnicas para preservar el alveolo. Y hay que tener en cuenta que las técnicas y materiales osteoinductivos no aceleran la cicatrización, pero si ayudan a aumentar volumen y evitar el uso de cirugía de elevación de seno ya que el área más afecta es en molares.
Al colocar un implante post extracción y usar injerto en bucal se evita reducir la resorción del tejido duro y blando. También hay que evitar usar implantes de mayor diámetro o inclinarlo a bucal.
Cuando se coloca un implante post extracción el uso de injerto mineralizado para el espacio bucal ayuda a reducir la resorción de la cresta y reducen la posibilidad de que exista una resorción tanto de tejido duro como blando. Se debe descartar la colocación de un implante con un diámetro mayor o colocarlo en una posición más bucal para minimizar este espacio, por el contrario, un espacio grande debe ser preservado y este defecto debe ser llenado con sustitutos óseos.  
Los avances de técnicas de regeneración tisular pueden proveer biomateriales que tengan mayor predictibilidad y que logren una mayor formación de hueso mejorando los resultados clínicos.